# Procuraduría General de la Nación (Guatemala)
La Procuraduría General de la Nación tiene a su cargo la función de asesoría y consultoría de los órganos y entidades estatales, así como también la representación constitucional del Estado dentro y fuera del territorio nacional sosteniendo los derechos de la Nación en todos los juicios en que fuera parte, promoviendo la oportuna ejecución de las sentencias que se dicten a su favor y otros, por cual es conocido como el Abogado del Estado.  
La Procuraduría General de la Nación es dirigida por el procurador general de la Nación quien es electo por el Presidente de la República de Guatemala para un mandato de cuatro años, antes de la reforma de 1993 el procurador general de la Nación, era el jefe del Ministerio Público. La base de la Procuraduría General de la Nación se encuentra establecida en el artículo 252 de la Constitución Política de la República de Guatemala y su Ley Orgánica.

## Funciones
Sus funciones son:
1. Representar y sostener los derechos de la Nación en todos los juicios en que fuere parte.
2. Intervenir, si así lo dispusiere el Ejecutivo y conforme a las instrucciones de éste, en los negocios también en que estuviere interesada la Nación, formalizar los actos y suscribir los contratos que sean necesarios para tal fin.
3. Representar a niños, niñas, adolescentes, personas de la tercera edad y personas con capacidades diferentes, ante cualquier tribunal de justicia, cuando no tienen representación.

## Organización
- Procurador General de la Nación
  -     -       - Asesoría del Despacho
      - Secretaría Privada
        - Delegaciones Regionales

      - Secretaría General
        - Archivo General

      - Departamento de Recursos Humanos
        - Clínica Médica

      - Departamento de Comunicación Social
      - Unidad de Auditoría Interna

  - Sección de Consultoría
    -       - Secretaría-Jefatura
      - Abogados Asesores

  - Sección de Procuraduría
    -       -         - Asesoría Jefatura

      - Abogacía del Estado Área de Asuntos Constitucionales
      - Abogacía del Estado Área Civil y Económico-Coactivo
      - Abogacía del Estado Área de lo Contencioso-Administrativo
      - Abogacía del Estado Área Laboral
      - Abogacía del Estado Área Penal
      - Unidad de Derechos Humanos y Asuntos Internacionales
      - Unidad de Ancianidad y Personas Discapacitadas
      - Unidad de Medio Ambiente
      - Unidad de Protección de los Derechos de la Mujer y la Familia
      - Procuraduría de la Niñez y la Adolescencia
      - Unidad de Psicología
      - Unidad de Trabajo Social

    - Dirección Administrativa
      - Biblioteca
      - Departamento de Informática
      - Mantenimiento
      - Transporte y Logística
      - Servicios Generales
      - Almacén
      - Compras

    - Dirección Financiera
      - Contabilidad
      - Presupuesto
      - Tesorería
      - Inventarios

## Listado de Procuradores
Esta lista enumera los procuradores generales de la Nación. El procurador general de la Nación es el jefe de todos los departamentos que pertenecen a la procuraduría, y a la vez, él mismo, es el abogado y representante y abogado del Estado ante los distintos tribunales nacionales e internacionales.
| N.° | Procurador                      | Período                                         | Nombrado por          |
| --- | ------------------------------- | ----------------------------------------------- | --------------------- |
| 1   | Acisclo Valladares Molina       | 18 de mayo de 1994-18 de mayo de 1998           | Ramiro de León Carpio |
| 2   | Carlos Alberto García Regás     | 18 de mayo de 1998-18 de mayo de 2002           | Álvaro Arzú Irigoyen  |
| 3   | Luis Alfonso Rosales Marroquín  | 18 de mayo de 2002-18 de marzo de 2005          | Alfonso Portillo      |
| 4   | Roberto Molina Barreto          | 18 de marzo de 2005-21 de marzo de 2006         | Óscar Berger          |
| 5   | Mario Estuardo Gordillo Galindo | 23 de marzo de 2006-21 de abril de 2008         | Óscar Berger          |
| 6   | Baudilio Portillo Merlos        | 22 de abril de 2008-31 de julio de 2009         | Álvaro Colom          |
| 7   | Guillermo Antonio Porras Ovalle | 1 de septiembre de 2009-30 de noviembre de 2011 | Álvaro Colom          |
| 8   | Larry Mark Robles Guibert       | 1 de diciembre de 2011-16 de enero de 2013      | Álvaro Colom          |
| 9   | Vladimir Osmán Aguilar Guerra   | 16 de enero de 2013-15 de diciembre de 2014     | Otto Pérez Molina     |
| 10  | María Eugenia Villagrán de León | 15 de diciembre de 2014-31 de mayo de 2016      | Otto Pérez Molina     |
| 11  | Anabella Morfín                 | 3 de junio de 2016-17 de mayo de 2018           | Jimmy Morales         |
| 12  | Jorge Luis Donado Vivar         | 19 de mayo de 2018-18 de mayo de 2022           | Jimmy Morales         |
| 13  | Wuelmer Ubener Gómez González   | 23 de mayo de 2022-19 de enero de 2024          | Alejandro Giammattei  |
| 14  | Julio Roberto Saavedra Pinetta  | 19 de enero de 2024-presente                    | Bernardo Arévalo      |